# Austrolebias cinereus
Austrolebias cinereus е вид лъчеперка от семейство Rivulidae. Видът е критично застрашен от изчезване.

## Разпространение
Разпространен е в Уругвай.

## Описание
На дължина достигат до 6 cm.